# ۴ (آلبوم بیانسه)
«4» یک آلبوم از هنرمند اهل ایالات متحده آمریکا بیانسه است.